# Pierre Sorel
Pierre Sorel (ur. 23 września 1748 r. w Lorient, zm. 16 lipca 1812 r. w Paryżu) – francuski masażysta, twórca niekonwencjonalnej metody gimnastycznej połączonej z leczniczym masażem.

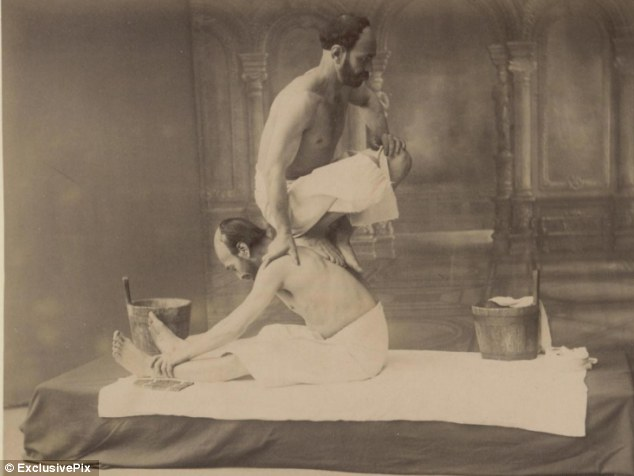
Pierre Sorel

Urodził się w Lorient. Przebywając w Paryżu zainteresował się sprawnością fizyczną człowieka. W jego opinii „ludzie osiągają harmonię ciała poprzez umiejętne ćwiczenia”. Za pomocą swojej metody „la santé et le plaisir” starał się przekonać mieszkańców o słuszności swojej teorii. Jest to sztuka uciskania odpowiednich punktów na ciele, które nie tylko sprawiają przyjemność, ale także mają właściwości lecznicze pozwalające m.in. unikać schorzeń kręgosłupa, czy bólów reumatycznych. Metoda ta mimo pozytywnych rezultatów nie odniosła znaczącego sukcesu gdyż w późniejszym okresie jej miejsce zajęła szybko rozpowszechniająca się gimnastyka sportowa.